# Episodi de Il commissariato Saint Martin (seconda stagione)
La seconda stagione della serie televisiva Il commissariato Saint Martin è stata trasmessa in anteprima in Francia dalla France 2 tra il 3 aprile 1998 e l'8 maggio 1998.
| nº | Titolo originale | Titolo italiano | Prima TV Francia | Prima TV Italia |
| -- | ---------------- | --------------- | ---------------- | --------------- |
| 1  | Vol à l'arraché  |                 | 3 aprile 1998    |                 |
| 2  | Escroqueries     |                 | 10 aprile 1998   |                 |
| 3  | SDF              |                 | 17 aprile 1998   |                 |
| 4  | Carte bleue      |                 | 24 aprile 1998   |                 |
| 5  | Elodie           |                 | 1º maggio 1998   |                 |
| 6  | Héroïne          |                 | 8 maggio 1998    |                 |